# Fondu au noir (film, 2010)
Pour les articles homonymes, voir Fondu au noir.
Pour plus de détails, voir Fiche technique et Distribution.
Fondu au noir (Satte Farben vor Schwarz) est un film suisse-allemand réalisé par Sophie Heldman et sorti en 2010.

## Synopsis
Le film s'articule autour d'Anita et Fred qui sont un couple heureux depuis près de 50 ans. Ils ont deux enfants adultes et leur petite-fille est sur le point d'être diplômée de l'école secondaire. Fred est diagnostiqué avec un cancer de la prostate et pour la première fois il prend des libertés...

## Fiche technique
- Titre : Fondu au noir
- Autre titre : Éclats de couleurs dans la nuit
- Titre original : Satte Farben vor Schwarz
- Réalisation : Sophie Heldman
- Scénario : Sophie Heldman et Felix zu Knyphausen
- Photographie : Christine A. Maier
- Montage : Isabel Meier
- Musique : Balz Bachmann
- Pays d'origine :  Suisse /  Allemagne
- Langue : allemand
- Durée : 85 minutes
- Dates de sortie :
  - Suisse : 11 janvier 2011[1]
  - France : 22 juin 2012 sur Arte[2]

## Distribution
- Senta Berger : Anita
- Bruno Ganz : Fred
- Barnaby Metschurat : Patrick
- Carina Wiese : Karoline
- Leonie Benesch : Yvonne
- Sylvana Krappatsch : Mme Kramer
- Thomas Limpinsel : Mathis
- Traute Hoess : Mme Koch
- Ruth Glöss : Margot Mulder
- Carlo Ljubek : Taxifahrer

## Réception

### Critique
- Télérama : « pendant près d'une heure vingt, ce premier long métrage à l'élégance réfrigérante ne suscite qu'un ennui poli par sa mise en scène trop lisse, ses situations trop banales qui expriment si peu et si mal les doutes et les souffrances des personnages — le doublage français, particulièrement médiocre, n'arrange rien. » Samuel Douhaire[3].

### Audiences
- Le 22 juin 2012, le film n'a attiré que 285 000 téléspectateurs sur Arte, soit 1,3 % de part de marché[4].